# FC 알라니야 블라디캅카스
FC 알라니야 블라디캅카스(러시아어: Футбольный клуб Алания Владикавказ, 영어: FC Alania Vladikavkaz)는 러시아의 자치 공화국인 북오세티야 공화국의 도시 블라디캅카스를 연고로 하던 축구 클럽이다. 2010년 재정난을 이유로 해체된 FC 모스크바를 대신해서 러시아 프리미어리그로 승격된 경력이 있다. 2013-14 러시아 1부 리그 시즌이 진행 중이던 2014년 2월 재정난을 이유로 해체되었다.

## 성적
- 러시아 프리미어리그 우승

우승 (1): 1995

## 역대 감독
| 감독              | 임기        |
| ----------------- | ----------- |
| 발레리 가자예프   | 1994 ~ 1999 |
| 발레리 가자예프   | 2012 ~ 2013 |
| 미르체아 레드니크 | 2009        |
| 올레크 로만체프   | 불명        |